# 센티눔

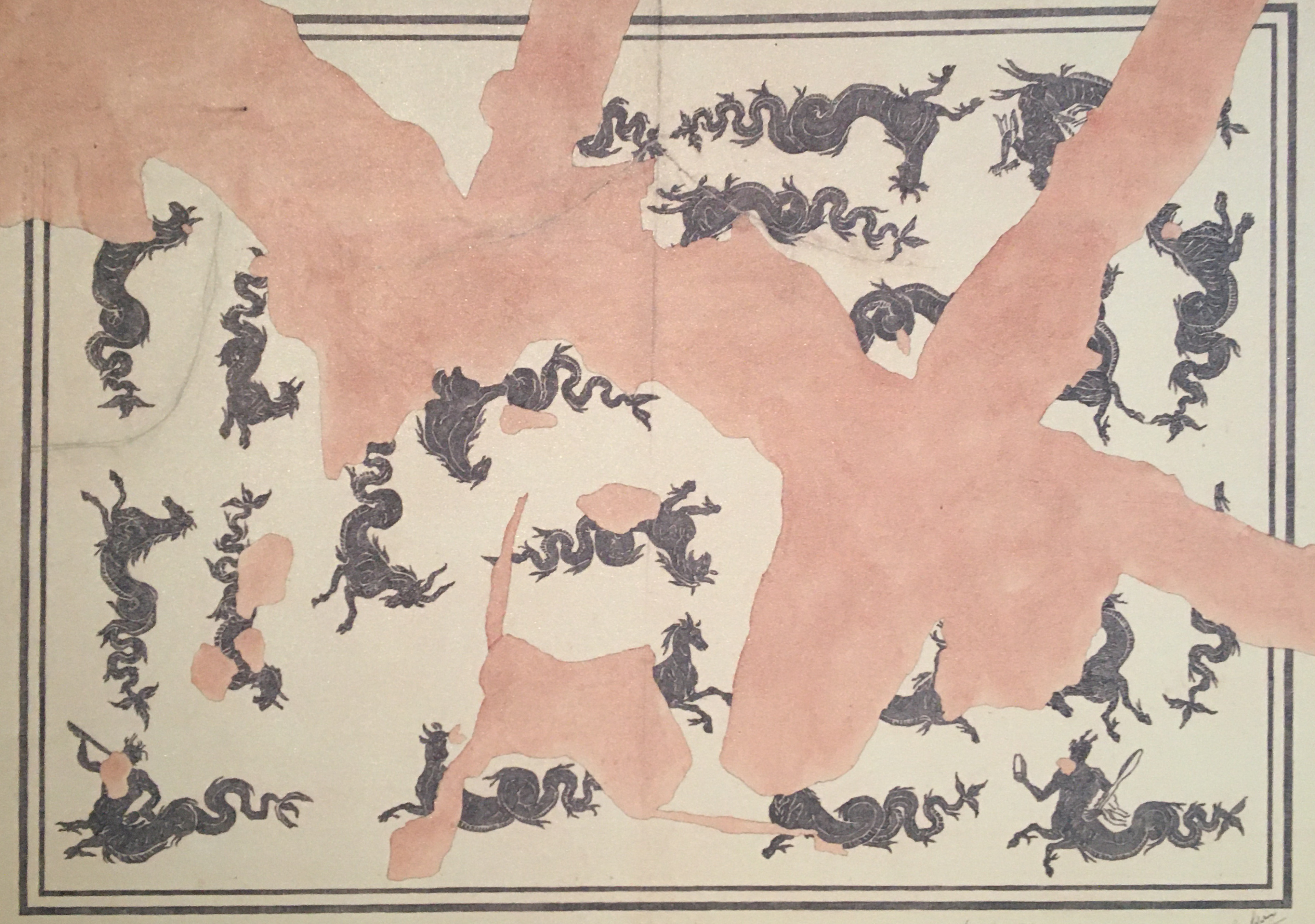
바다 괴물 모자이크

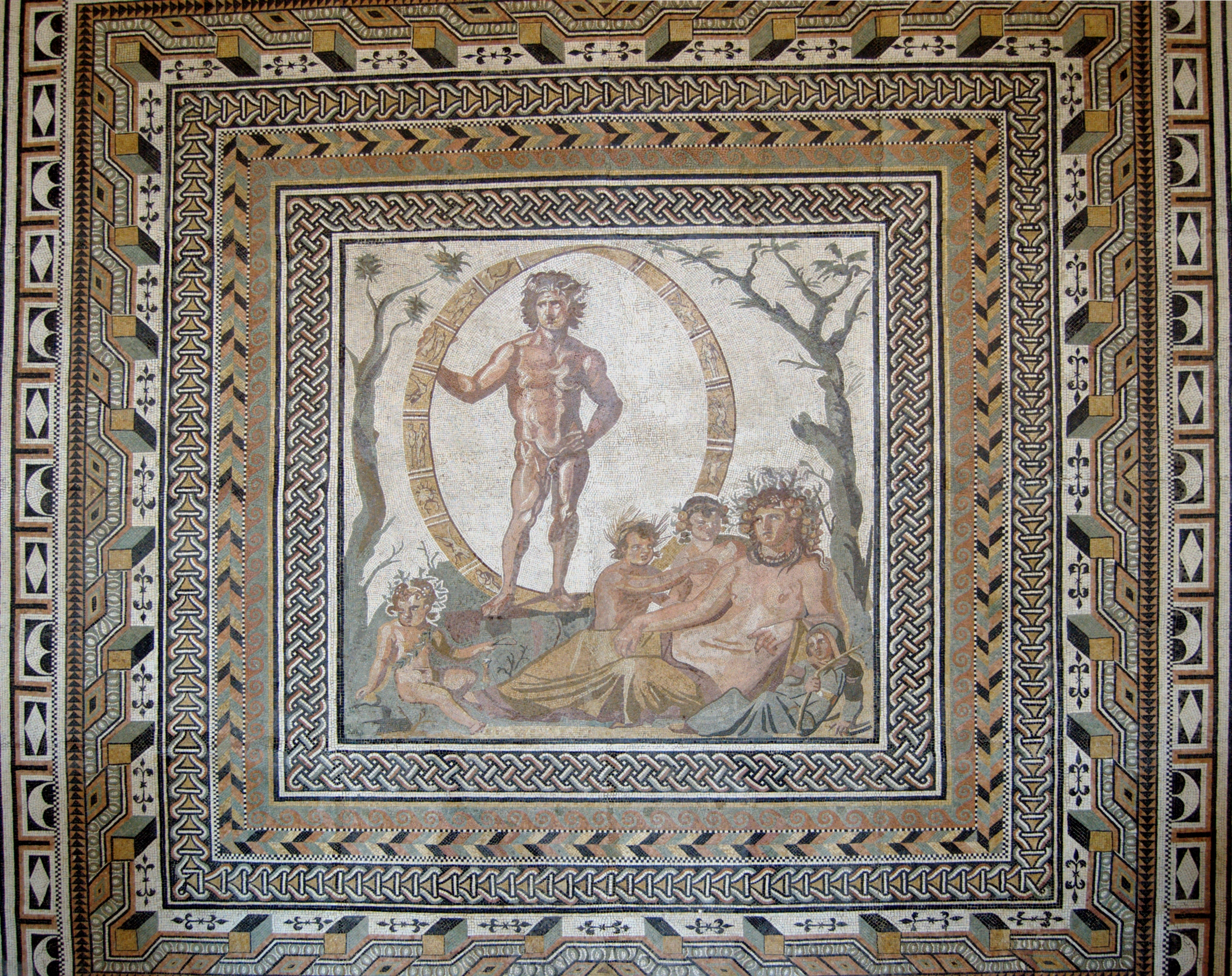
센티눔에서 발견된 풍부한 패턴의 테두리에 둘러싸인 아이온과 텔루스를 묘사한 모자이크 바닥 (글립토테크, 뮌헨)

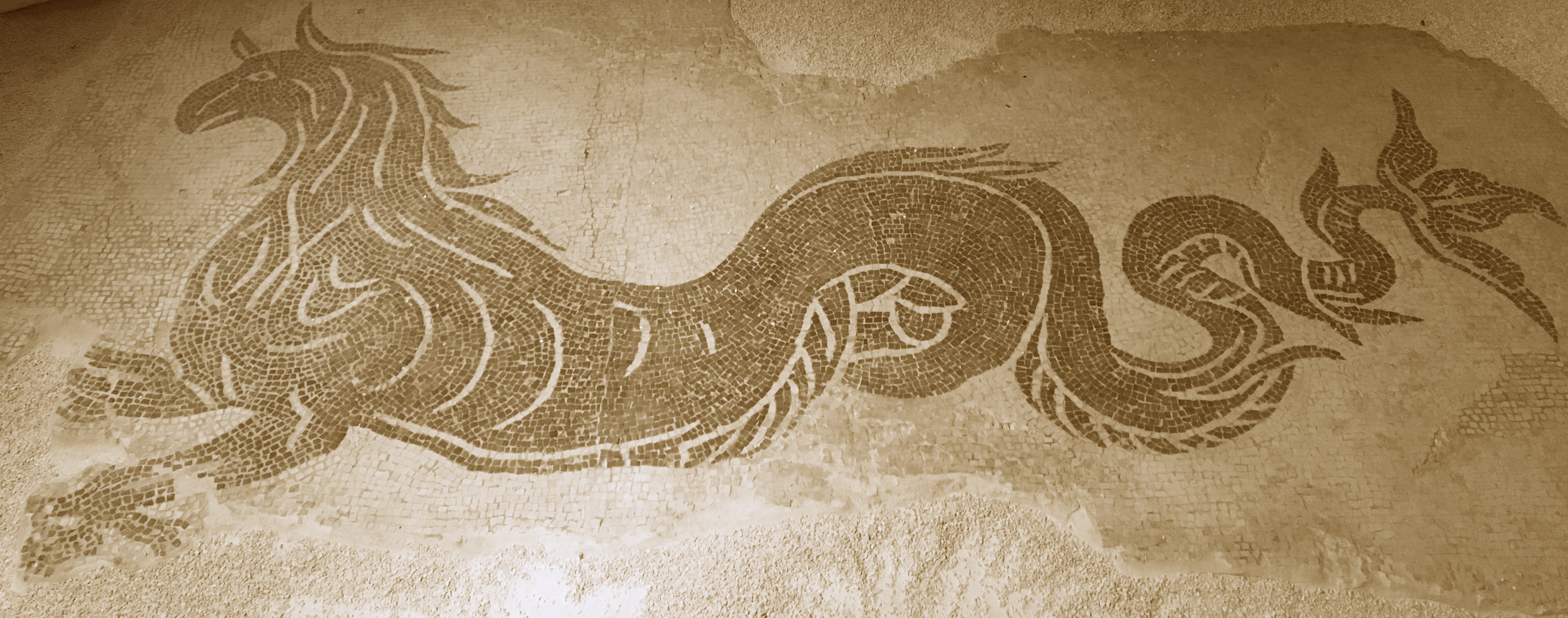
바다 괴물 모자이크 (세부)

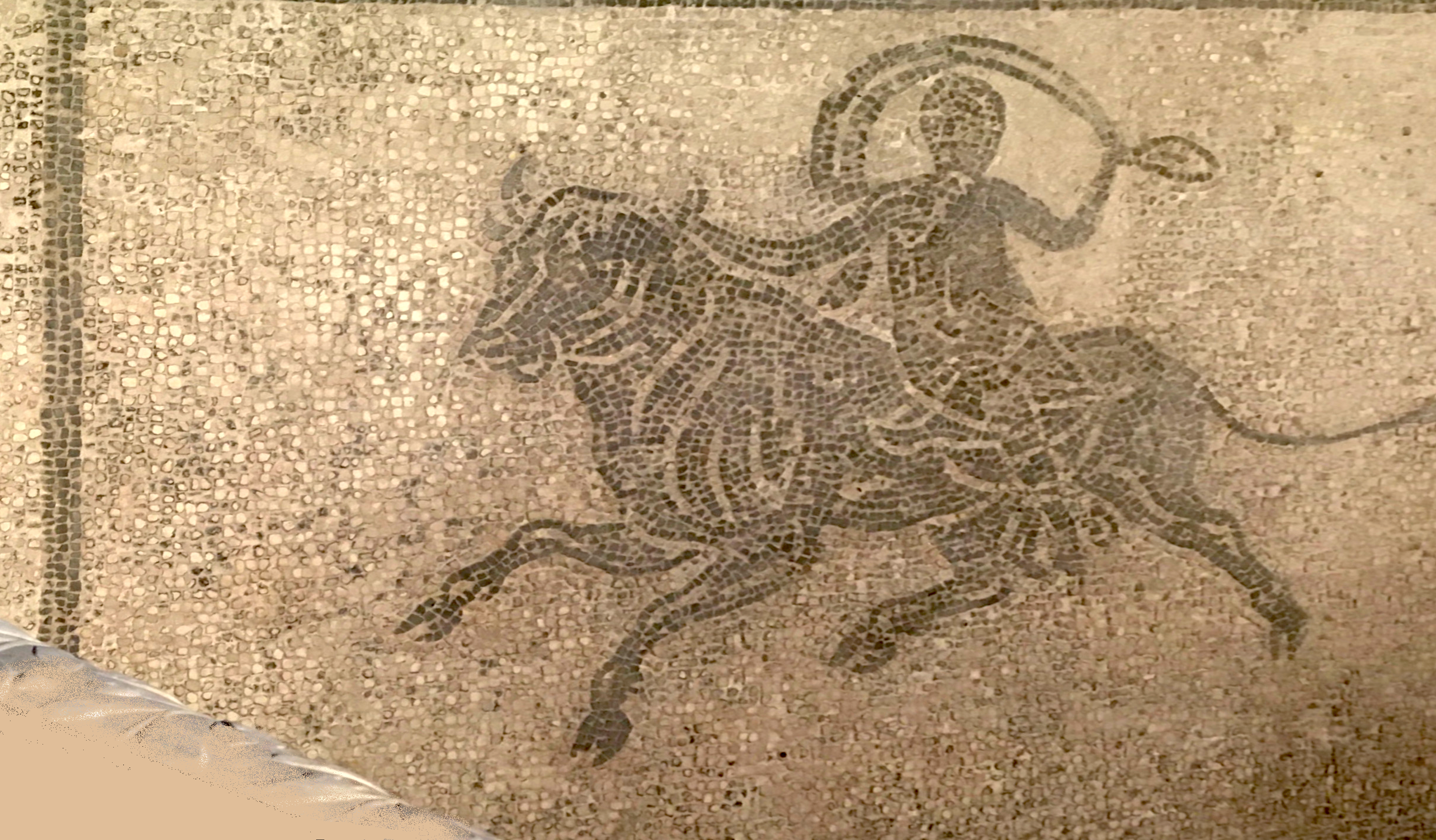
에우로페 납치 모자이크

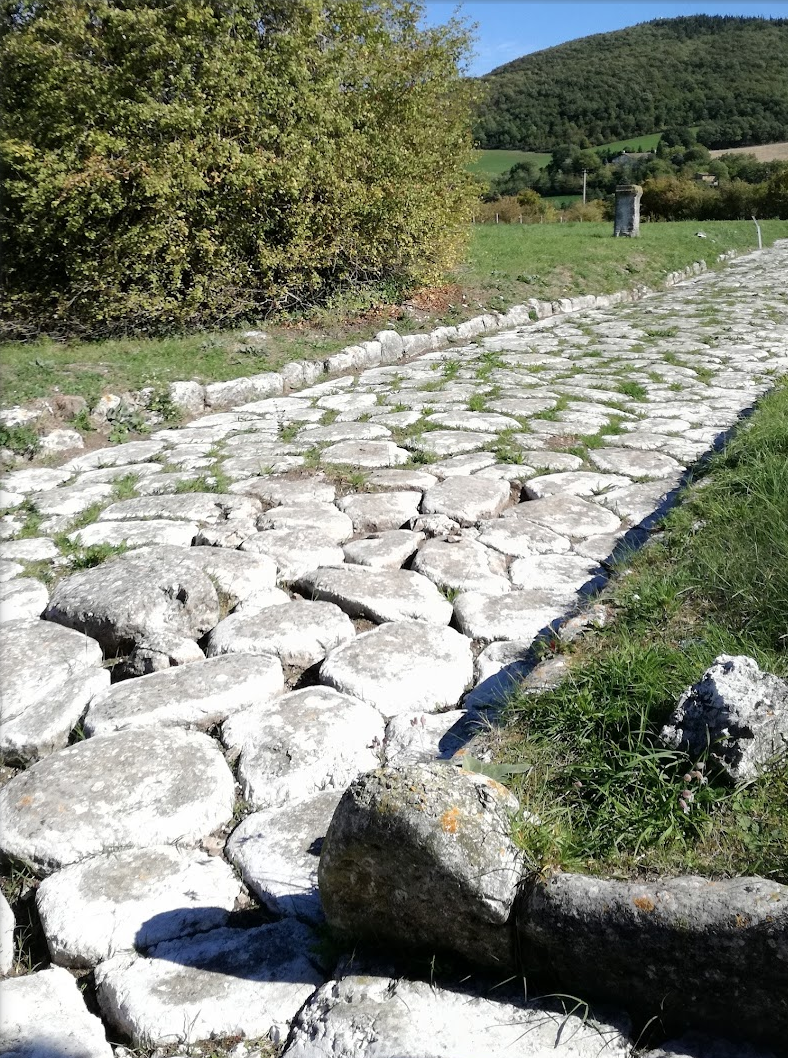
카르도와 데쿠마누스

센티눔(Sentinum)은 현재 이탈리아의 마르케주에 있는 사소페라토 마을에서 남쪽으로 약 1킬로미터 떨어진 곳에 위치했던 로마의 도시였다.
이 도시의 두 지역인 포룸/도시 목욕탕과 교외 목욕탕은 오늘날에도 방문할 수 있으며 고고학 공원으로 보호받고 있다.
지역 박물관에는 센티눔에서 발견된 많은 유물들이 소장되어 있다.

## 역사
센티눔의 원래 정착지 위치는 알려지지 않았지만 아마도 움브리아족의 기원이었을 것이다. 기원전 390년부터 세노네스족은 이 지역(아리미눔과 안코나 사이)에 살던 움브리아족을 몰아내고 정착했다. 센티눔은 움브리아에서 아드리아해로 향하는 고대 도로가 합류하는 지점에 유리하게 위치해 있었다.
이 도시는 기원전 295년 제3차 삼니움 전쟁 중에 근처에서 벌어진 위대하고 결정적인 센티눔 전투로 가장 잘 알려져 있다. 로마군은 8,700명의 병사를 잃었지만 삼니움인과 세노네스족 연합군을 물리쳤다. 기원전 283년 일련의 승리 끝에 로마군은 이 지역에서 세노네스족을 추방했고, 이후 이 지역은 갈리아 토가타가 되었다.
기원전 40년대 로마 내전 동안 센티눔은 마르쿠스 안토니우스 편에 섰지만 기원전 41년 옥타비아누스의 군대를 이끌던 퀸투스 살비디에누스 루푸스에 의해 점령되고 파괴되었다. 이 도시는 곧 히포다모스식 직교 계획과 로마 콘크리트 위에 오푸스 비타툼 양식의 아우구스투스 성벽으로 재건되었다. 이 도시는 로마 제국 시대에 무니키피움으로 번성했다.
고대 도시의 상당한 부는 고고학적 기록에서 분명하게 드러나는데, 성벽 안팎의 공공 및 개인 건물에서 발견된 수많은 모자이크가 그 증거이다.
센티눔의 시민 생활은 알라리쿠스 1세의 침략 시기에 붕괴되었고 회복되지 못한 것으로 보인다.

## 고고학

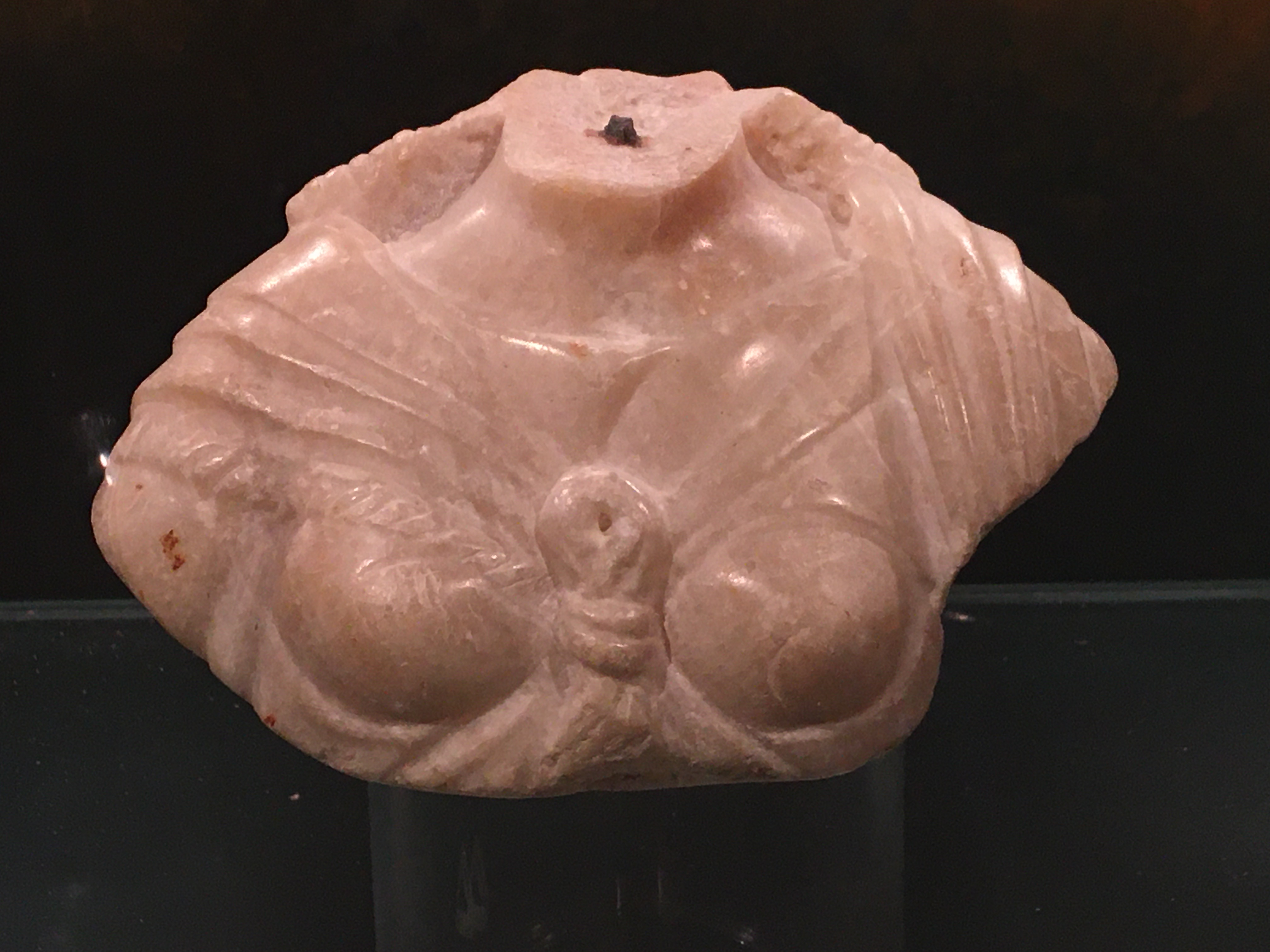
이시스 (설화석고)

1890년의 고고학 발굴로 도시 문, 도로, 저수지, 주택 유적이 발굴되었다. 주목할 만한 문화적 유물로는 여러 모자이크 포장과 서기 3세기 후반의 비문이 있는데, 이 중에는 공적인 파트론의 법적 임명 기록인 세 개의 중요한 타불라 파트로나는도 포함된다.
2005-8년의 최근 발굴에서는 카르도 막시무스와 데쿠마누스 막시무스의 교차점에서 큰 원형 분수가 발견되었다. 중요한 유물 중에는 두 개의 대리석 머리가 있는데, 하나는 율리우스-클라우디우스 시대의 것으로 현재 고고학 박물관에 소장되어 있으며, 다른 하나는 매우 정교한 어린 에페베의 것이다.
발견된 많은 모자이크 중 일부는 산타 루시아 고고학 지역의 목욕탕에서 볼 수 있는 것과 같이 제자리에서 여전히 볼 수 있으며, 대부분 흑백 테세라로 되어 있고, 다른 것들은 박물관에 보존되어 있다.
가장 유명한 모자이크는 아이온의 모자이크인데, 왼쪽에는 시간의 영원성을 의인화한 젊은 남자가 황도대 원 안에 서 있고, 텔루스, 어머니 대지가 네 계절과 함께 오른쪽 구석에 앉아 있다. 이 모자이크는 1806년 인술라 델 포초(고대 우물과의 근접성 때문에)에서 발견되어 뮌헨의 글립토테크에 보존되어 있다. 아이온이 황도대와 계절과 연관될 때 "영원"은 사건과 사물의 순환적이고 끊임없는 회귀로 이해된다. 이는 사아에쿨룸 아우레움(황금기)과 풍요와 풍요를 주는 개념과 밀접하게 연관된다. 영원한 회귀라는 개념은 1세기부터 2세기까지 지속되었지만 안토니누스 피우스(서기 138-161년) 시대에 특별히 번성했던 "후기 스토아 학파"에 속하며, 이 모자이크는 그 시기로 추정할 수 있다. 로마 제국에서 아이온을 묘사한 다른 네 점이 알려져 있다.
- 루시타니아의 수도(현재 스페인의 메리다)인 아우구스타 에메리타의 유명한 "우주론적 모자이크"에는 아이온의 형상이 광대하고 매우 복잡한 구성에 삽입되어 있다.
- 아프리카 속주 암마이다라(현재 튀니지의 하이드라)에서 발견된 모자이크는 여전히 황도대 원과 계절과 연관된 신을 보여준다(비록 다른 방식으로 표현되었지만).
- 티스드루스(현재 엘젬)에는 미완성 흉상 시리즈가 있다: 중앙에 아이온, 그 주위에(원형 메달 안에) 네 계절과 태양과 달의 의인화.
- 카리아의 아프로디시아스(현재 터키의 게이레)에서는 신이 수염 난 노인의 모습으로 다른 신들과 의인화된 인물들과 함께 저명한 시민인 조일로스(아우구스투스의 친구)에게 헌정된 부조에 나타난다. 이 노인 형상은 여기서 무한한 시간이 시공을 초월한 영원성, 즉 움직이지 않고 항상 동일한 무한성으로 간주된다는 것을 의미한다.

중앙에 바다 신 오케아노스의 문장이 있는 또 다른 귀중한 다색 모자이크는 같은 시기에 인접한 방에서 발견되었지만 상태가 좋지 않아 수채화 그림만 남아 있다. 1922년에는 해양 괴물 모자이크가 제거되어 안코나 국립 고고학 박물관으로 옮겨져 복원되었으나 1943년 폭격으로 손상되었다. 흰색 배경에 검은색 테세라로 이루어진 인물들은 풍부한 환상적인 존재들로 구성되어 있는데, 모두 몸의 뒷부분이 여러 겹의 물고기 꼬리로 끝나고 앞부분은 뉴트, 그리핀 또는 말의 머리로 특징지어진다. 이 모자이크는 당시 책임자였던 G. 모레티가 연구하고 발표했는데, 그는 인물들의 양식적 이질성, 특히 황소 앞부분을 가진 것(불행히도 유실됨)과 같이 주목할 만한 것들을 관찰했으며, 이 모자이크가 서기 2세기 후반에 여러 사람의 손을 거쳤고 이후 시기에 보수되었다고 보았다.
1956년에는 인술라 델 포초에서 모자이크 바닥을 가진 방들의 복합체가 발견되었는데, 아마도 여러 구조물에 속했을 것으로 보이며, 그 중 가장 주목할 만한 것은 바둑판 무늬로 배치되고 부채꼴 무늬로 테두리 처리된 다색 모자이크인데, 현재는 묻혀 있지만 발견 당시의 컬러 드로잉으로 기록되어 있다.

### 공중 목욕탕
성벽 안쪽의 공중 목욕탕(테르마이)은 카르도 B를 따라 위치하며 후기 공화정 시대부터 시작되어 서기 3세기 초까지 여러 차례 재건축되었다. 이 목욕탕에는 주랑으로 둘러싸인 큰 직사각형 수영장이 있었다. 서쪽에는 다색 대리석으로 장식된 후진이 있는 프리기다리움과 테피다리움이 있었고, 남쪽과 동쪽을 따라 태양열을 받기 위한 칼다리움이 있었다.
이 목욕탕에는 현재 마르케 국립 박물관에 소장되어 있는 큰 그림 모자이크가 있었다. 2세기경의 미트라 (조로아스터교)-솔 (로마 신화)의 채색 모자이크는 뮌헨의 글립토테크에 보존되어 있다. 입문자의 진행 단계를 나타내는 동물의 미트라교 부조는 산타 크로체 교회에서 재사용되었으며, 미트라교 비문도 기록되어 있다.
성벽 밖에 있는 산타 루치아 교회 근처 고고학 지역에 있는 남쪽으로 향하는 주요 로마 도로를 따라 다른 기념비적인 목욕탕이 있는데, 아마도 인구 증가와 도시 공간 부족으로 인한 도시 확장의 일환으로 건설되었을 것이다. 7000 m2의 면적 중 3000 m2는 베스티불룸(탈의실), 아트리움, 주랑이 있는 큰 팔라이스트라(운동 공간), 여러 아포디테리아, 수영장이 있는 프리기다리움, 테피다리움 및 칼다리움으로 이루어진 목욕탕이었다.

## 같이 보기
- 고대 오스트라
- 우르브스 살비아 고고학 공원
- 포텐티아 (고대 도시)
- 리키나
- 셉템페다
- 수아사

## 내용주
1. ↑  Sentinum https://www.sitiarcheologiciditalia.it/en/sentinum/
2. ↑  Sentinum Archaeological Park https://www.sassoferratoturismo.it/en/sentinum-archaeological-park/
3. ↑  Chisholm, Hugh, ed. (1911). "Senones". Encyclopædia Britannica. Vol. 24 (11th ed.). Cambridge University Press
4. ↑  Livy 10,28-29
5. ↑  디오 카시우스 48.13.2.5; 아피아노스 내전 5.30.
6. ↑  조시무스 5.37.
7. ↑  http://icarus.umkc.edu/sandbox/perseus/pecs/page.4150.a.php Princeton Encyclopedia of Classical Sites, s.v. "Sentinum"
8. ↑  T. Buccolini (1890). 《SASSOFERRATO》. 《Notizie degli scavi di antichità》. 346–350쪽.
9. ↑  C. Ramelli, Monumenti mitriaci di Sentinum (1863); 코르푸스 인스크립티오눔 라티나룸 XI, 5736-37.
10. ↑  De Marinis et al. Lo scavo e il restauro delle Terme di Santa Lucia (Sassoferrato). In M. Medri (Ed.), Sentinum 295 a.C.—Sassoferrato 2006. 2300 anni dopo la battaglia. Una città romana tra storia e archeologia. Convegno internazionale Sassoferrato 21–23 Settembre 2006, Studia Archaeologica (pp. 205–211). Rome: L'Erma di Bretschneider